# Font de la Munya
La Font de la Munya, en alguns mapes Font d'Umunyà, és una font del terme municipal de Sant Esteve de la Sarga, del Pallars Jussà, dins del territori del poble de Castellnou de Montsec.
Està situada a 1.005 m d'altitud, al sud-est de Castellnou de Montsec. És al capdamunt del barranc de l'Obaga, al nord de la Font dels Pruneruns, al vessant meridional de la Serra del Sastret.